# Jonas Emet
Jonas Emet (Jakobstad, 13 febbraio 1988) è un calciatore finlandese, centrocampista dell'Template:Calcio Esse.

## Palmarès

### Individuale
- Capocannoniere della Veikkausliiga: 1

2014